# Mains sur manche et manette
Pour les articles homonymes, voir 3M (homonymie).

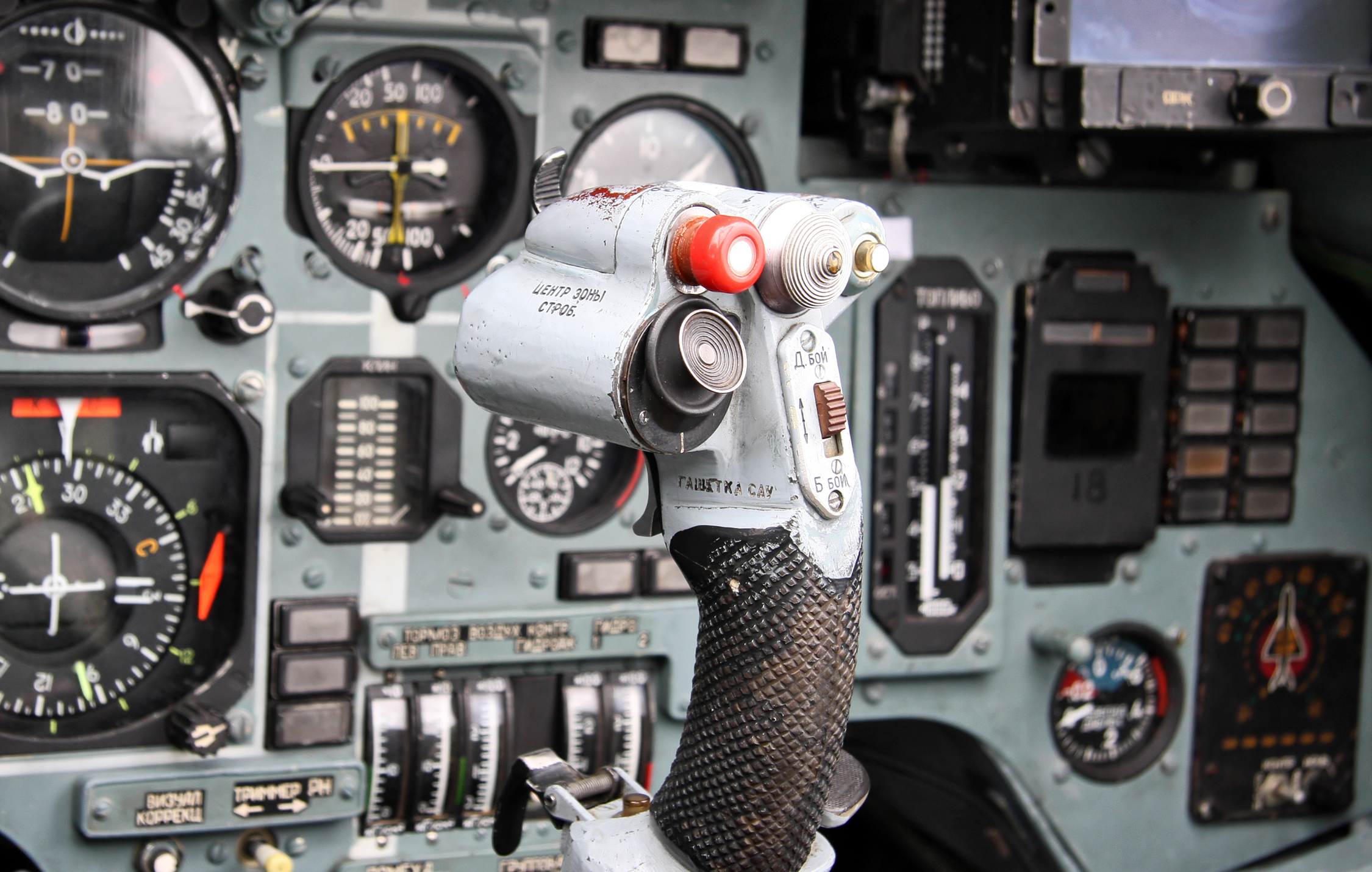
Cockpit d'un chasseur Su-27 montrant les commandes 3M

Mains sur Manche et Manette ou 3M (en anglais : Hands On Throttle And Stick ou HOTAS) est un concept de pilotage des avions de chasse selon lequel toutes les commandes importantes du système d'armes de l'avion sont accessibles au pilote sans avoir à lâcher ses commandes de vol, le manche et la manette des gaz.
Sur un avion de combat l'équipage est le plus souvent réduit au seul pilote. Il doit donc assurer :
- le pilotage ;
- la fonction du navigateur ;
- la fonction radiocommunication ;
- la fonction du mécanicien ;
- ainsi que l'exécution de la mission militaire (détection, tir, etc.).

Pendant les phases les plus difficiles du vol, le pilote doit avoir la main droite sur le manche et la main gauche sur la manette des gaz. Les constructeurs aéronautiques ont donc cherché à rassembler sur ces deux poignées le maximum de commandes afin de permettre au pilote d'assurer simultanément plusieurs fonctions ce qui se traduit par une accumulation de poussoirs, curseurs, taquets, etc.